# Saint-Maximin-la-Sainte-Baume
Saint-Maximin-la-Sainte-Baume [sein maksimen la seint bóm] je historická obec a sídlo kantonu v jihovýchodní Francii, asi 40 km východně od Aix-en-Provence. Gotická basilika sv. Marie Magdaleny byla ve středověku slavné poutní místo a dnes vyhledávaný cíl turistů.

## Název
Obec se jmenuje podle sv. Maximina, biskupa v Trevíru (+346), a podle hory Sainte Baume, na jejímž úpatí leží. Baume znamená v provensálštině „jeskyně“.

## Historie
Místo bylo osídleno už v paleolitu, na návrší Défend vzniklo ligurské oppidum a roku 102 př. n. l. ovládli krajinu Římané. Pod dnešním náměstím byly objeveny zbytky římské vily, jaké zde vznikaly podél Via Aurelia od 2. století. V 5. století zde vznikl klášter, ve 12. století dostala obec městské právo a roku 1279 byly při vykopávkách římského mausolea objeveny čtyři starokřesťanské sarkofágy (kolem 400), dnes v kryptě kostela. O jednom z nich se soudilo, že je náhrobkem biblické Marie Magdaleny, která podle staré legendy měla po Ježíšově smrti odplout na západ, do jižní Francie, kde v jeskyni Sainte Baume zemřela. V letech 1295-1316 byla nad kryptou postavena basilika a vedle ní dominikánský klášter. S ohledem na nával poutníků byla pak loď basiliky dále rozšiřována až do roku 1532. Za francouzské revoluce byli dominikáni vyhnáni, ale v klášteře se skrýval Napoleonův bratr Lucien Bonaparte, takže budovy byly ušetřeny.

## Pamětihodnosti
- Basilika svaté Marie Magdaleny (Ste. Marie Madeleine) je trojlodní gotická basilika bez věží, postavená v letech 1295-1315 a prodloužená západním směrem do roku 1532. V kostele jsou varhany z roku 1775, dílo jednoho z mnichů, které patří k největším ve Francii, bohatě vyřezávané chórové lavice a řada dalších cenných památek. Pod kostelem je obdélná krypta, patrně raně křesťanská hrobka, se čtyřmi bohatě zdobenými mramorovými sarkofágy z konce 4. století: náhrobek sv. Marcely, Neviňátek, sv. Marie Magdaleny a sv. Maximina.

## Doprava
Městem prochází dálnice A8 (Aix-en-Provence – Menton) a silnice N7. Nejbližší velká města jsou Aix-en-Provence (TGV, 35 km), Marseille (TGV, letiště, 45 km) a Toulon (letiště, 50 km).

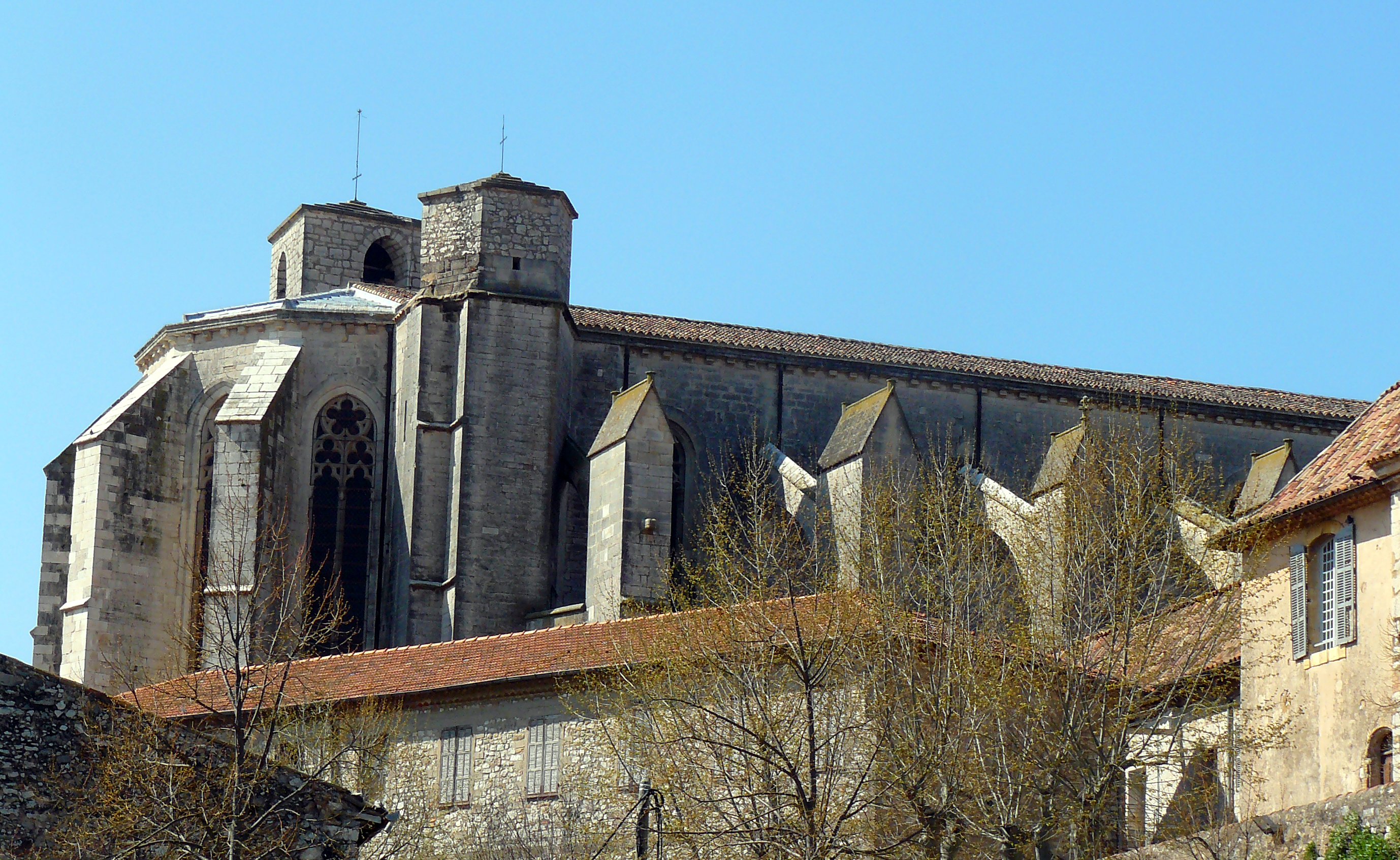
Basilika sv. Marie Magdaleny
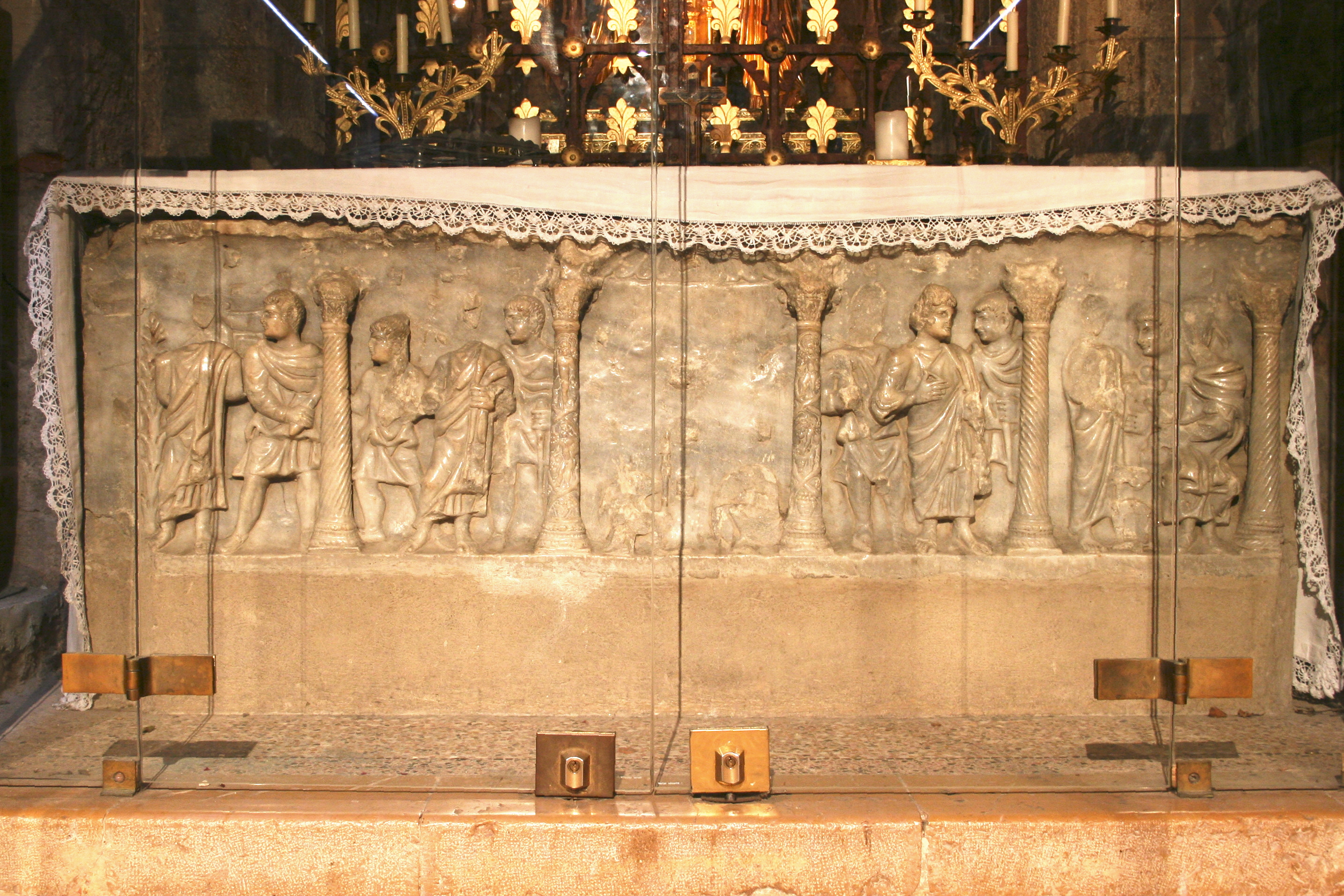
Sarkofág Marie Magdaleny v kryptě (kolem 400)
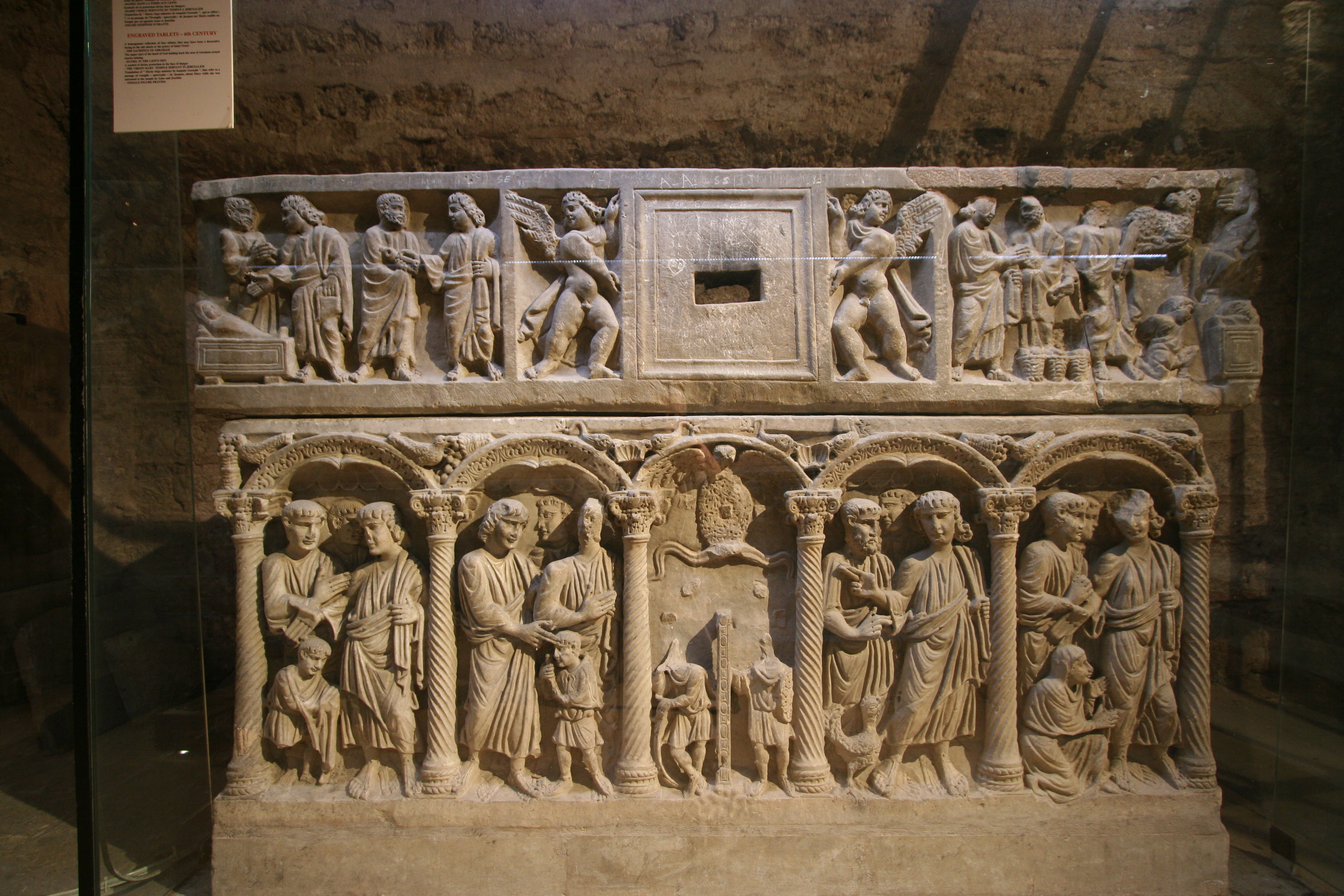
Sarkofág sv. Sidonie v kryptě (kolem 400)
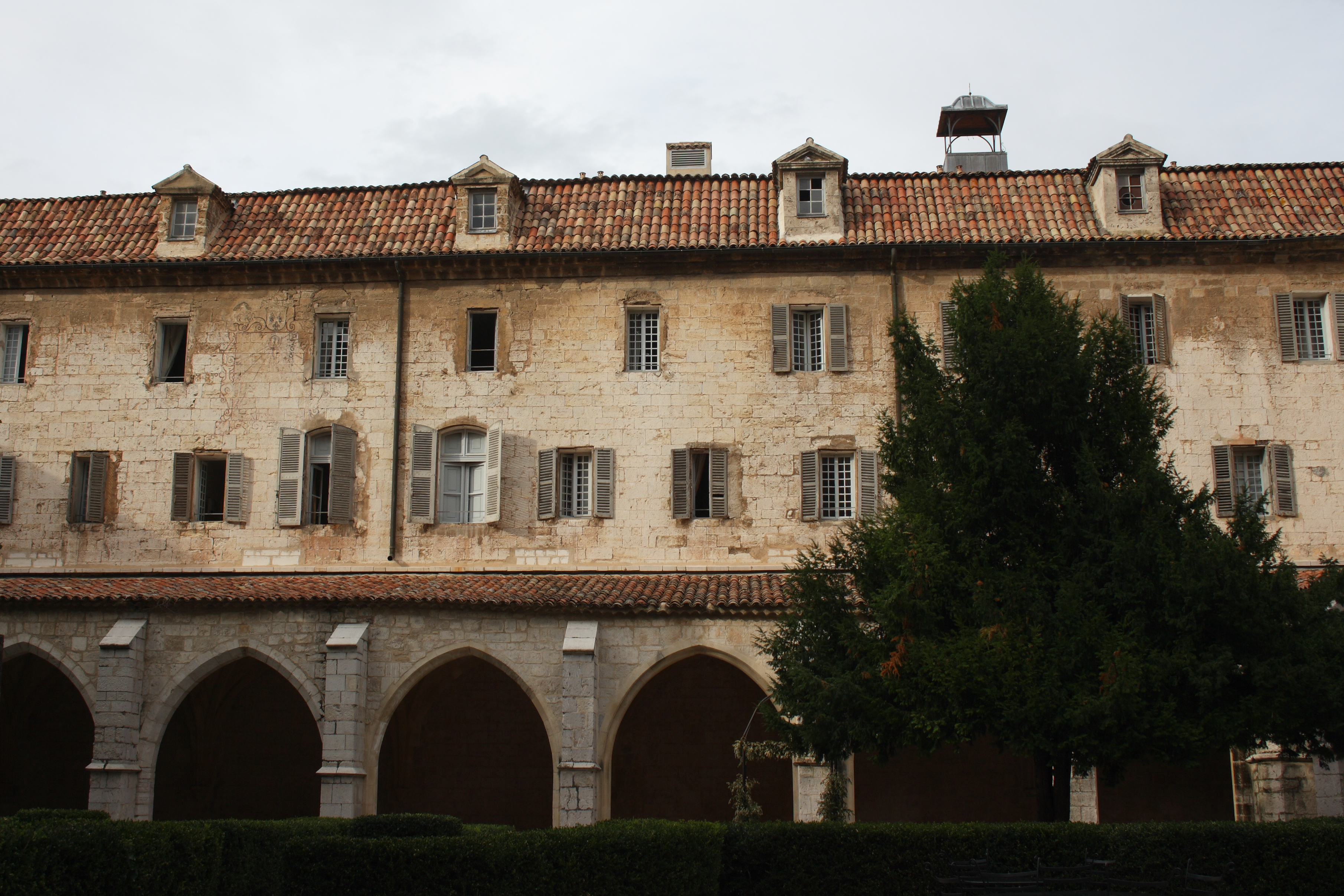
Konvent dominikánů